# Opsicella
Opsicella (talvolta anche Ossicella) è un personaggio della mitologia greca. 

## Il mito
Opsicella fu compagno del troiano Antenore durante la fuga da Troia distrutta dagli Achei e assieme a lui risalì l'Adriatico ed il Medoacus (l'attuale Brenta). Separatosi da Antenore, secondo la leggenda, fondò la città di Monselice. Ripreso quindi il suo viaggio giunse in Biscaglia dove avrebbe fondato un'altra città dandole il suo nome.

## Il personaggio nelle arti visive
Ad Opsicella è dedicata una delle statue presenti in Prato della Valle a Padova eretta per volere degli abitanti di Monselice nel 1777. Eseguita da Pietro Danieletti, la statua tiene in mano il bastone del comando e ai piedi vi sono uno scudo e una faretra.